# عادل إبراهيم إسماعيل
عادل إبراهيم إسماعيل (ولد في 28 مارس 1951) هو لاعب كرة سلة مصري. شارك في بطولة الرجال في دورة الألعاب الاولمبية الصيفية عام 1972.

## روابط خارجية
- عادل إبراهيم إسماعيل على موقع الاتحاد الدولي لكرة السلة (الإنجليزية)
- عادل إبراهيم إسماعيل على موقع سبورتس رفرنس (الإنجليزية)
- عادل إبراهيم إسماعيل على موقع أوليمبيديا (الإنجليزية)